# Pollia gracilis
Pollia gracilis là một loài thực vật có hoa trong họ Commelinaceae. Loài này được C.B.Clarke miêu tả khoa học đầu tiên năm 1881.